# Intercontinental Rally Challenge 2009
Intercontinental Rally Challenge 2009 var den fjärde säsongen av Intercontinental Rally Challenge. Säsongen kördes över 12 rallyn på fyra olika kontinenter. Bland annat Monte Carlo-rallyt och Safarirallyt fanns med på kalendern. Kris Meeke säkrade titeln efter Rallye Sanremo.

## Kalender
| Datum             | Rally                           | Underlag | Segrare förare     | Co-Driver        | Bil                     |
| ----------------- | ------------------------------- | -------- | ------------------ | ---------------- | ----------------------- |
| 24-24 januari     | Rallye Automobile Monte-Carlo   | Asfalt   | Sébastien Ogier    | Julien Ingrassia | Peugeot 207             |
| 5-7 mars          | Rally Internacional de Curitiba | Grus     | Kris Meeke         | Paul Nagle       | Peugeot 207             |
| 3-4 april         | Safari Rally                    | Grus     | Carl Tundo         | Tim Jessop       | Mitsubishi Lancer EvoIX |
| 7-9 maj           | Sata Rally Açores               | Grus     | Kris Meeke         | Paul Nagle       | Peugeot 207             |
| 18-20 juni        | Belgium Ypres Rally             | Asfalt   | Kris Meeke         | Paul Nagle       | Peugeot 207             |
| 9-11 juli         | Rally Russia                    | Grus     | Juho Hänninen      | Mikko Markkula   | Škoda Fabia             |
| 30 juli-1 augusti | Rali Vinho Madeira              | Asfalt   | Giandomenico Basso | Mitia Dotta      | Abarth Grande Punto     |
| 21-23 augusti     | Barum Czech Rally Zlín          | Asfalt   | Jan Kopecký        | Petr Starý       | Škoda Fabia             |
| 10-12 september   | Rally Principe de Asturias      | Asfalt   | Jan Kopecký        | Petr Starý       | Škoda Fabia             |
| 24-26 september   | Rallye Sanremo                  | Asfalt   | Kris Meeke         | Paul Nagle       | Peugeot 207             |
| 19-21 november    | RAC MSA Rally of Scotland       | Grus     | Guy Wilks          | Phil Pugh        | Škoda Fabia             |

## Slutresultat

### IRC-förare
| Plats | Förare                | Co-driver                       | Team                                | Poäng |
| ----- | --------------------- | ------------------------------- | ----------------------------------- | ----- |
| 1     | Kris Meeke            | Paul Nagle                      | Peugeot UK                          | 56    |
| 2     | Jan Kopecký           | Petr Starý                      | Škoda Motorsport                    | 49    |
| 3     | Freddy Loix           | Isidoor Smets Frédéric Miclotte | Peugeot Team Belux                  | 37    |
| 4     | Nicolas Vouilloz      | Nicolas Klinger                 | Peugeot Team Belux                  | 31    |
| 5     | Giandomenico Basso    | Mitia Dotta                     | Abarth & C. Spa                     | 28    |
| 6     | Juho Hänninen         | Mikko Markkula                  | Škoda Motorsport                    | 21    |
| 7     | Guy Wilks             | Phil Pugh                       | Mellors Elliot Motorsport Phil Pugh | 15    |
| 8     | Sébastien Ogier       | Julien Ingrassia                | BF Goodrich Drivers Team            | 10    |
| 9     | Carl Tundo            | Tim Jessop                      | ?                                   | 10    |
| 10    | Alistair Cavenagh     | ?                               | ?                                   | 8     |
| 11    | Bruno Magalhães       | Carlos Magalhães                | Team Peugeot Total                  | 8     |
| 12    | Luca Rossetti         | Matteo Chiarcossi               | Abarth & C. Spa                     | 8     |
| 13    | Alister McRae         | Billy Hayes                     | Mellors Elliot Motorsport           | 8     |
| 14    | Franz Wittman         | Bernhard Ettel                  | Interwetten Racing                  | 7     |
| 15    | Lee Rose              | ?                               | ?                                   | 6     |
| 16    | Stephane Sarrazin     | Jacques-Julien Renucci          | Team Peugeot Total                  | 6     |
| 17    | Alexandre Camacho     | Pedro Calado                    | Team C.D. Nacional da Madeira/Olca  | 6     |
| 18    | Jonathan Greer        | Dai Roberts                     | Jonathan Greer                      | 6     |
| 19    | Jock Armstrong        | Kirsty Riddick                  | Jock Armstrong                      | 6     |
| 20    | Corrado Fontana       | Carlo Cassina                   | Corrado Fontana                     | 5     |
| 21    | Roman Kresta          | Petr Gross                      | Tescoma Rally Team                  | 5     |
| 22    | Asad Anwar            | ?                               | ?                                   | 5     |
| 23    | Pieter Psjoen         | Eddy Chevaillier                | Peugeot Team Belux                  | 5     |
| 24    | Kaspar Koitla         | Ain Heiskonen Andres Ots        | ?                                   | 5     |
| 25    | Fernando Peres        | José Pedro Silva                | Fernando Peres                      | 4     |
| 26    | Alex Horsey           | ?                               | ?                                   | 4     |
| 27    | Alejandro Cancio      | Santiago Garcia                 | ?                                   | 4     |
| 28    | Paolo Andreucci       | Anna Andreussi                  | ?                                   | 4     |
| 29    | Martin Prokop         | Jan Tománek                     | BF Goodrich Drivers Team            | 4     |
| 30    | Eamonn Boland         | MJ Morressey                    | Eamonn Boland                       | 3     |
| 31    | Pavel Valoušek        | Zdeněk Hrůza                    | Delimax Team                        | 3     |
| 32    | Renato Travaglia      | Lorenzo Granai                  | ?                                   | 3     |
| 33    | Frederic Romeyer      | Thomas Fournel                  | Frederic Romeyer                    | 3     |
| 34    | Quentin Mitchel       | ?                               | ?                                   | 3     |
| 35    | Alberto Hevia         | Alberto Iglesias                | A.C.P.A.                            | 3     |
| 36    | Rafael Túlio          | Cesar Valandro                  | ?                                   | 3     |
| 37    | Anton Alén            | Timo Alanne                     | Abarth & C. Spa                     | 3     |
| 38    | Gilles Schammel       | Renaud Jamoul                   | Gilles Schammel                     | 3     |
| 39    | Jasper van den Heuvel | Martine Kolman                  | Jasper van den Heuvel               | 2     |
| 40    | Boris Zimin           | Evgeny Zhivoglazov              | ?                                   | 2     |
| 41    | Luis Tedesco          | Raphael Furtado                 | ?                                   | 2     |
| 42    | Conrad Rautenbach     | Daniel Barritt                  | Conrad Rautenbach                   | 2     |
| 43    | Navraj Hans           | ?                               | ?                                   | 2     |
| 44    | Oliver Burri          | Fabrice Gordon                  | Oliver Burri                        | 2     |
| 45    | János Tóth            | Róbert Tagai                    | Peugeot-Total Hungaria Rally Team   | 2     |
| 46    | Michal Solowow        | Maciek Baran                    | Cersanit Rally Team                 | 2     |
| 47    | Sébastien Rousseaux   | Serge Legars                    | Sébastien Rousseaux                 | 2     |
| 48    | Miguel Nunes          | Victor Calado                   | Miguel Nunes                        | 2     |
| 49    | Luca Cantamessa       | ?                               | ?                                   | 2     |
| 50    | Václav Pech           | Petr Uhel                       | Eurooil Čepro Czech National Team   | 1     |
| 51    | William Bonniwell     | Neil Ewing                      | William Bonnewell                   | 1     |
| 52    | Patrick Artru         | Patrice Virieux                 | Patrick Artru                       | 1     |
| 53    | Peter Horsey          | ?                               | ?                                   | 1     |
| 54    | Marcos Tokarski       | Beatriz Gavleta                 | ?                                   | 1     |
| 55    | Ricardo Moura         | Sancho Eiró                     | Ricardo Moura                       | 1     |

### Märkesmästerskapet
| Plats | Märke                 | Poäng |
| ----- | --------------------- | ----- |
| 1     | Peugeot               | 112   |
| 2     | Škoda                 | 82    |
| 3     | Ralliart (Mitsubishi) | 50    |
| 4     | Abarth                | 43    |
| 5     | Proton                | 13    |
| 6     | Honda                 | 5     |